# Ekpontocypris pirifera
Ekpontocypris pirifera is een mosselkreeftjessoort uit de familie van de Pontocyprididae. De wetenschappelijke naam van de soort werd in 1894 als Pontocypris pirifera gepubliceerd door Gustav Wilhelm Müller.